# Yuchoulepis
Yuchoulepis is een geslacht van uitgestorven straalvinnige beenvissen, behorend tot de Ptycholepiformes. Het leefde in het Midden-Jura (ongeveer 270 - 265 miljoen jaar geleden) en zijn fossiele overblijfselen zijn gevonden in China.

## Naamgeving
Het geslacht Yuchoulepis werd voor het eerst benoemd in 1974, op basis van fossiele overblijfselen gevonden in de provincie Sichuan in China, op verschillende locaties (Chungking, Fen-tu, Luchow, Yauchih, Chanshow) die teruggaan tot het Midden-Jura. De typesoort is Yuchoulepis szechuanensis, maar in 1993 werd ook de van Gansu afkomstige soort Yuchoulepis gansuensis benoemd.

## Beschrijving
Yuchoulepis was ongeveer vijftien centimeter lang, had een spoelvormig en langwerpig lichaam en een kleine kop. Het suspensorium was bijna verticaal. Het operculum was bijna even diep als breed en bijna vierhoekig. Het interoperkel was niet aanwezig. De eerste branchiostegale straal was driehoekig. De borstvinnen en buikvinnen waren goed ontwikkeld en de lepidotrichi van de laatste waren zeer dicht bij elkaar en volledig gesegmenteerd. De rug- en anaalvinnen waren driehoekig; de anaalvin was vrij groot en met een relatief lange basis. Verstevigingen bevonden zich aan de bases van alle vinnen. Hoge schubben waren aanwezig langs de dorsale rand van de staartbasis. De schubben waren dik en overlapten elkaar diep; de articulatie van de schubben was een 'kogelgewricht'. De schubben waren bedekt met een buitenste laag ganoïne, versierd met diepe lengtegroeven. De meeste schubben waren veel langer dan ze hoog waren. De achterste rand van de flankschubben was gekarteld.

## Fylogenie
Yuchoulepis is een vertegenwoordiger van de ptycholepiformen, een groep beenvissen die behoren tot de Chondrostei. Vooral Yuchoulepis was nauw verwant aan het gelijknamige geslacht Ptycholepis.

## Paleo-ecologie
Yuchoulepis was een vis die in zoetwateromgevingen leefde.